# 鉄支路模型
鉄支路模型（てつしろもけい、中国語: 鐵支路模型、英語: Touch-Rail、略称鐵支路）は、台湾新北市鶯歌区にある鉄道模型メーカーで、台湾鉄路管理局の列車をNゲージ模型化、国内生産している少数のメーカーの1社。鉄支路による台湾の鉄道車両模型化は国内市場の活性化をもたらしているが、元々の市場規模自体が大きくないため製品価格は総じて高めである（形式にもよるが、8両セットで定価8,000-10,000台湾ドル前後）。

## 歴史

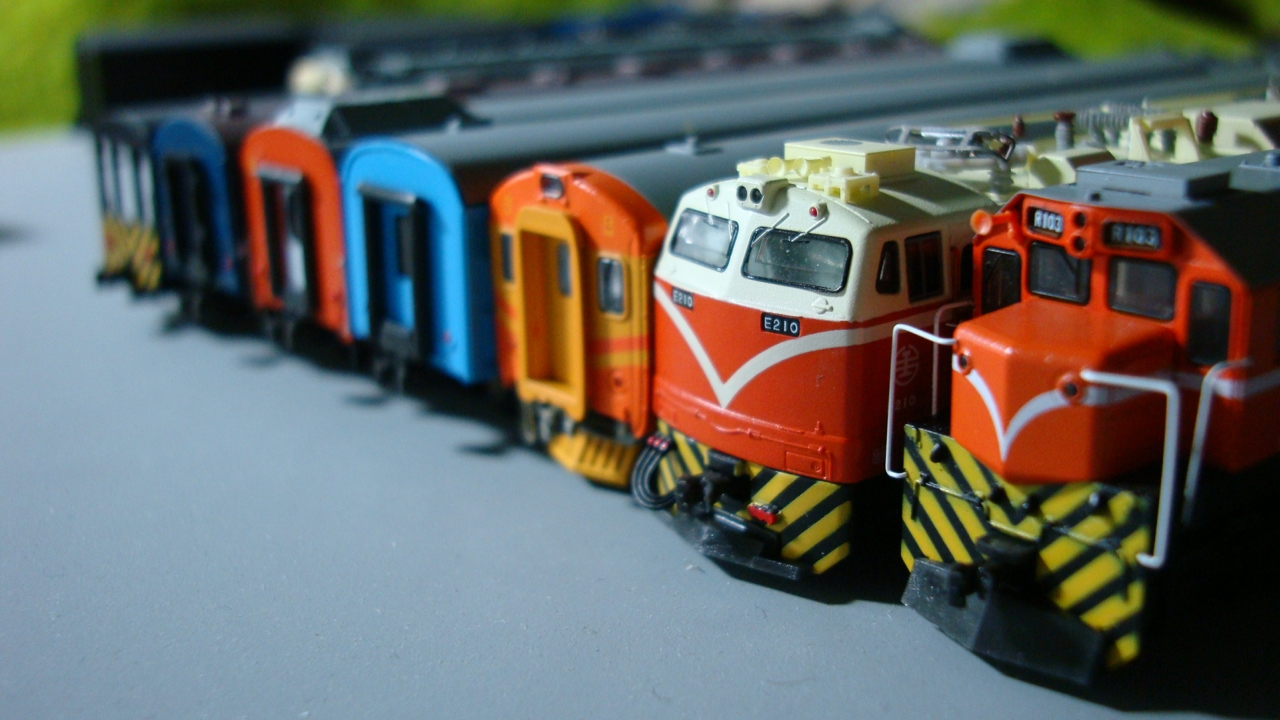
鉄支路のNゲージ製品の一部

台湾ではかつては鉄道模型の趣味、収集は「市場規模の小ささ、同好者数の少なさ、高価格」の要因が常につきまとい、NゲージからHOゲージに至るまでほとんどが関水金属、トミーテック、マイクロエースなどの日系メーカーや、ロコ、メルクリンなどの欧米系メーカーの輸入品を嗜むことと同義であった。
実際に、ごく少数の商社や代理店が輸入販売を取り扱っていたが、為替レートの動向や関税制度の問題で、日欧からの輸入製品の台湾での店頭価格は最低でも原価の2倍以上であった。
さらに代理店が展開する製品の種類や供給数も不安定で、一般人が趣味の一つとして嗜むには高嶺の花であった。
台湾国内列車の模型趣味となるとさらにハードルが高く、自作または国外製品からの改造で国内車種を製作するほかなかった。次第に国内車種専用のいくつかのワークショップが立ちあげられた。「Formosa Rail」や「kibu」などが比較的有名である。前者は「SHINKYO」ブランドでNゲージ用カプラー（連結器）を開発したり、後者は雑誌「鉄道情報」の発行人や打狗鉄道故事館館長を歴任し、PP自強号の自社開発を行っている。
そして2003年、新北市土城区を拠点とする精密プラモデル製造の民間企業が設立された。それが鉄支路模型である。
国内列車のNゲージ製品の開発・製造までを一貫して手掛け、それまでの個人、自営業単位での模型製作という台湾の鉄道模型趣味事情を大きく変えることになった。現在はデフォルメモデルである「迴力車」と呼ばれる玩具など鉄道模型以外の分野への進出も図っている。
2012年にはスイスの世界的認証企業であるSGS社からの認定を取得するとともに、台湾政府経済部工業局主催の中華圏向け商品の国際的デザイン賞である「ゴールデンピン・デザインアワード(GPDA,中国語: 金點設計獎」に迴力車や彰化扇形庫、TEMU1000型Nゲージ車両などの3製品が選出された。

## 製品

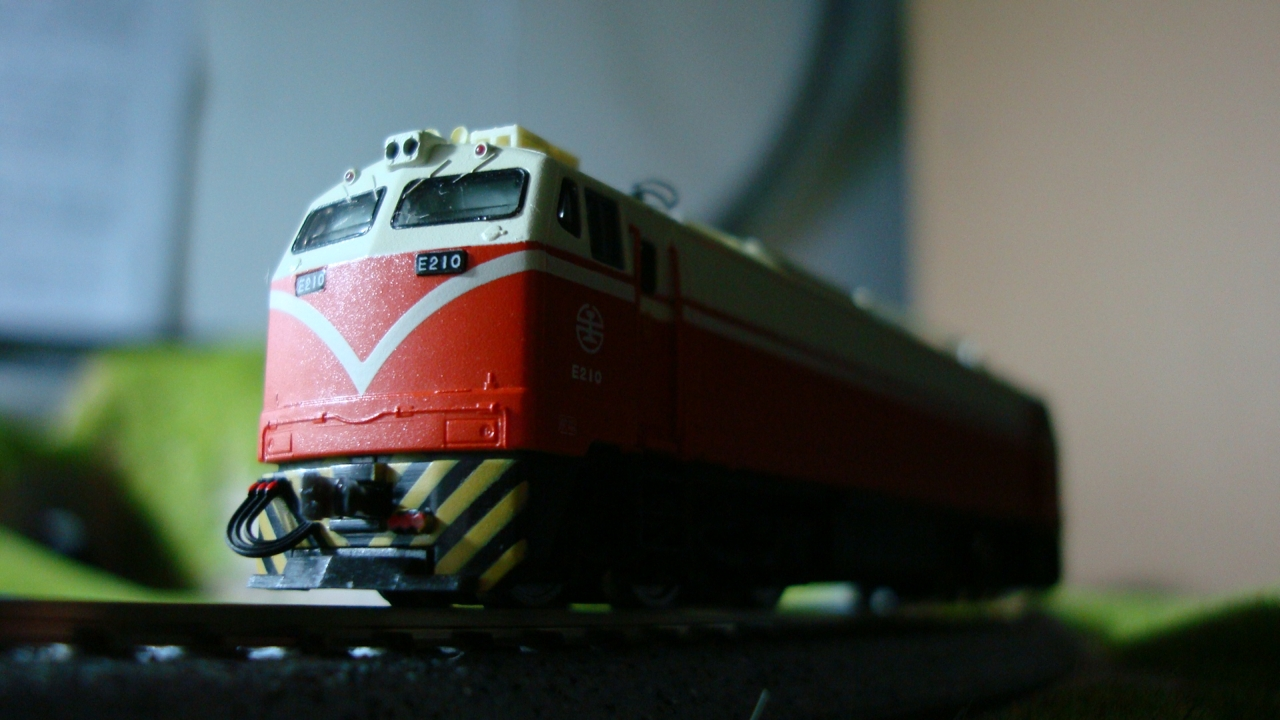
台鉄E200型

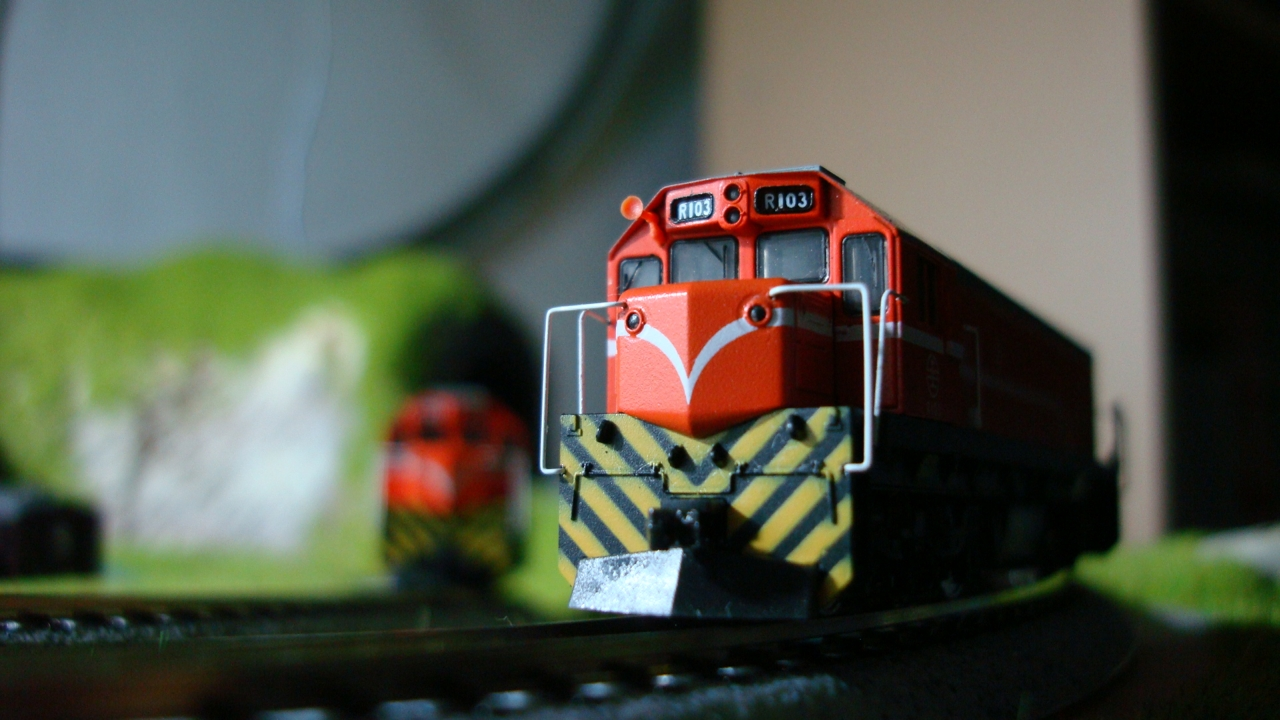
台鉄R100型

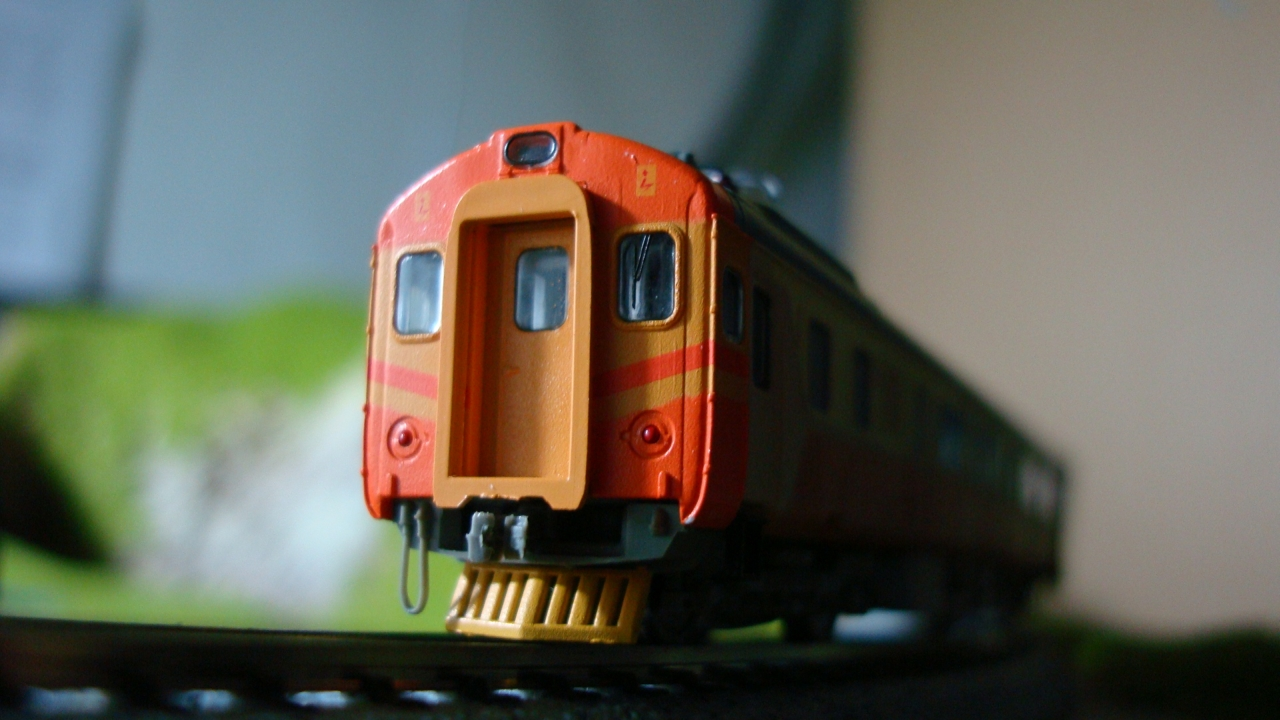
鉄支路最初の電車セット：台鉄EMU100型

鉄支路の製品分野はNゲージ以外も含めると台湾鉄路管理局のほかに台北捷運、高雄捷運、猫空ロープウェイなどにも及んでいる。過去には台湾鉄路局から唯一局章の使用を公式に認定されていた。

### 主な製品リスト
台湾鉄路管理局
- Nゲージ編成セット：EMU100、TEMU1000、EMU700、DR3100、TEMU2000[8]
- Nゲージ動力車単品：E200、E300、E400、R100（中国語版）
- Nゲージ客車：莒光号35SP32950型、40FPK10000型、35FPK10500型、復興号40SP20000型、普通車35TP32850型など
- Nゲージ貨車：有蓋貨車15C8000型、有蓋緩急車3CK1500型、小型無蓋貨車15G8000型、大型無蓋貨車35G6000型、平車35GF6000型、有蓋貨車15EC8000型
- Nゲージ車両の室内灯などのアセンブリー部品
- 先頭車・客車1両のみのディスプレイモデル[9]（プラスチック製の展示ケースに固定。動力を省き、車輪をプラスチック製とするなどして価格を抑えている）
- Nゲージ用コントローラーパック
- 迴力車[10]

その他
- 台湾高速鉄道：700T型迴力車[10]
- 台北捷運：迴力車[10]、文房具、スマートフォン用アクセサリー[11]、381型ディスプレイモデル[9]、381型Nゲージ[12]
- 高雄捷運：迴力車（MRT、高雄LRT）[10]
- 阿里山森林鉄路：迴力車[10]
- 猫空ロープウェイ：LEDキーホルダー、ストラップ
- 台湾糖業鉄道：客車ストラップ
- 日月譚ロープウェイ：ストラップ
- 中正紀念堂模型
- 国光客運迴力車[10]
- 外国鉄道車両迴力車[10]（TGV、ICE、AVE、和諧号、新幹線、ユーロスター、UPなど）

## 販売拠点
台湾国内の模型店のほか、台湾鉄路管理局が展開している台鉄本舗（中文：台鐵本舗）、台鉄夢工場（中文：臺鐵夢工場）、台湾鉄道故事館（TRC,中文：台灣鐵道故事館）や台北捷運、高雄捷運の捷運商品館でも一部商品の取り扱いがある。（下記公式サイトの「Dealers 經銷」参照）

## ギャラリー

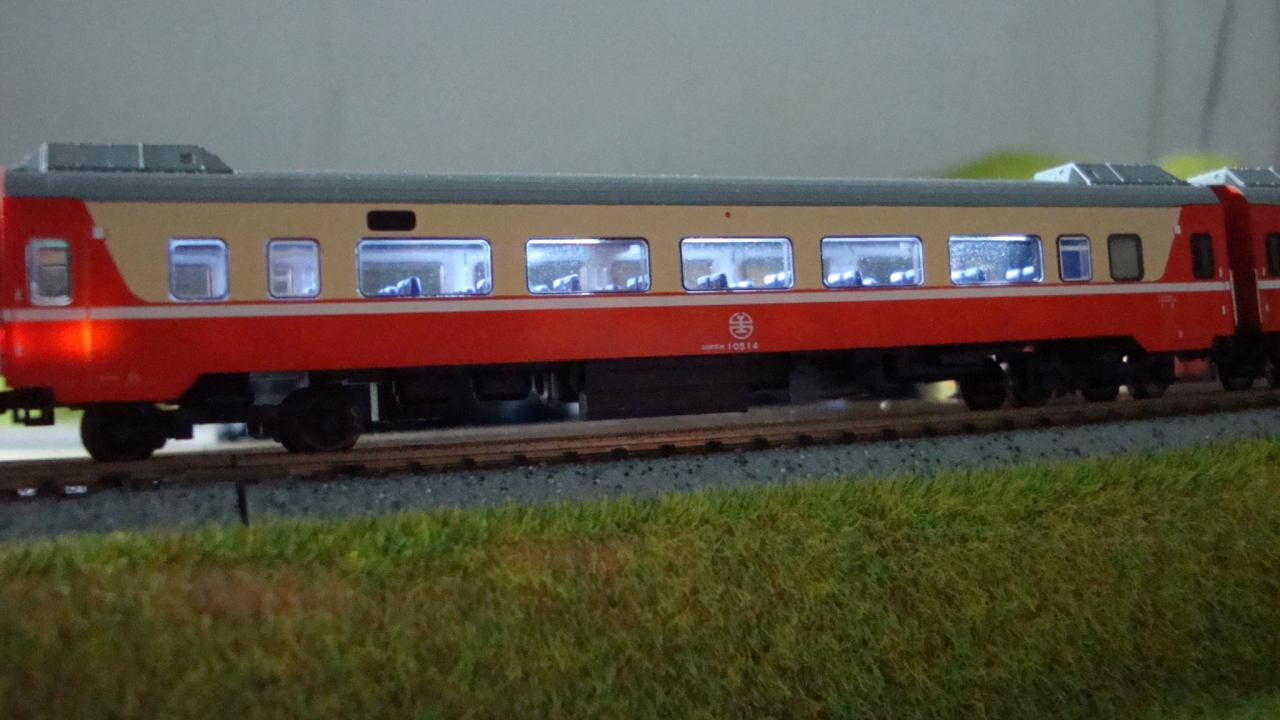
FPK10500型莒光号
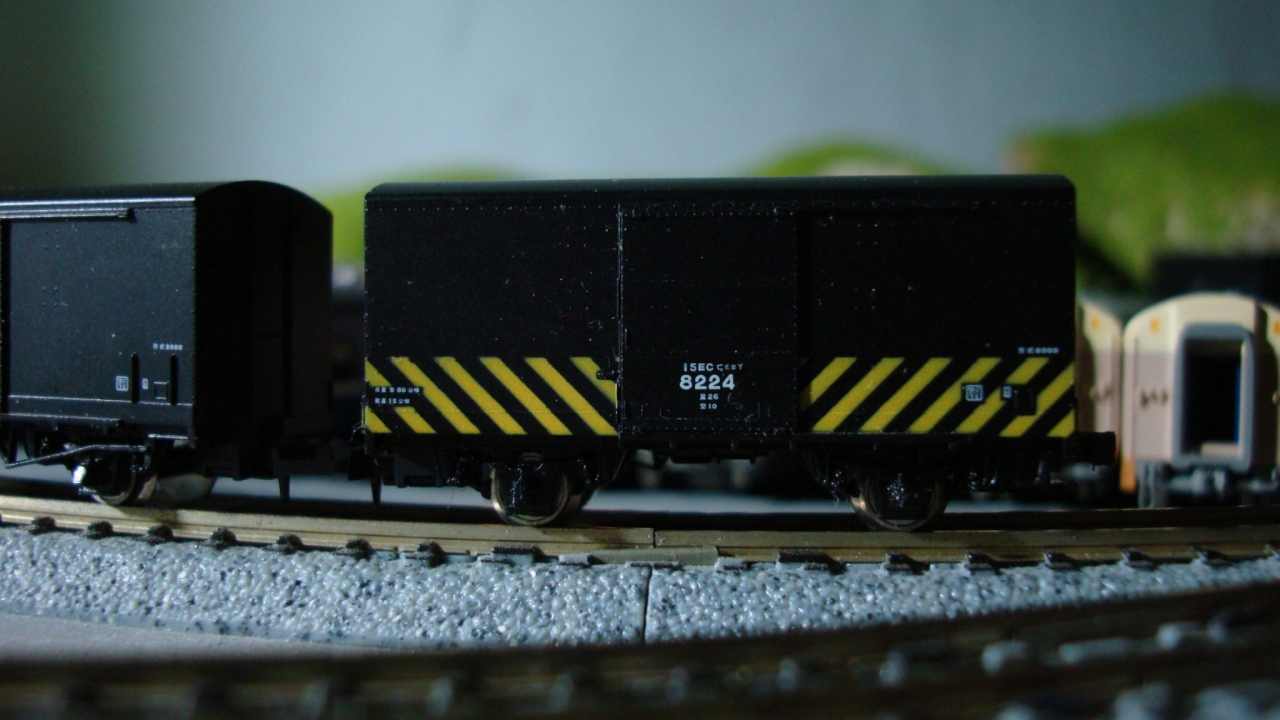
15EC8000型有蓋貨車
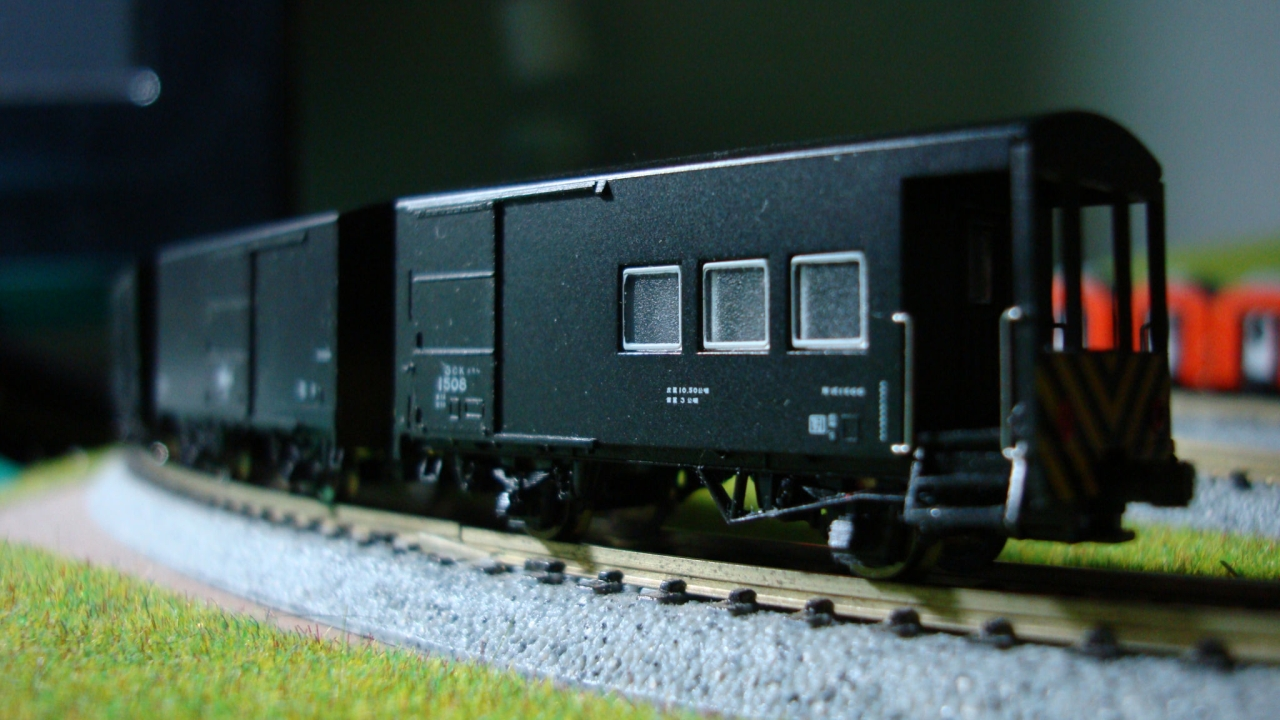
3CK1500型有蓋緩急車
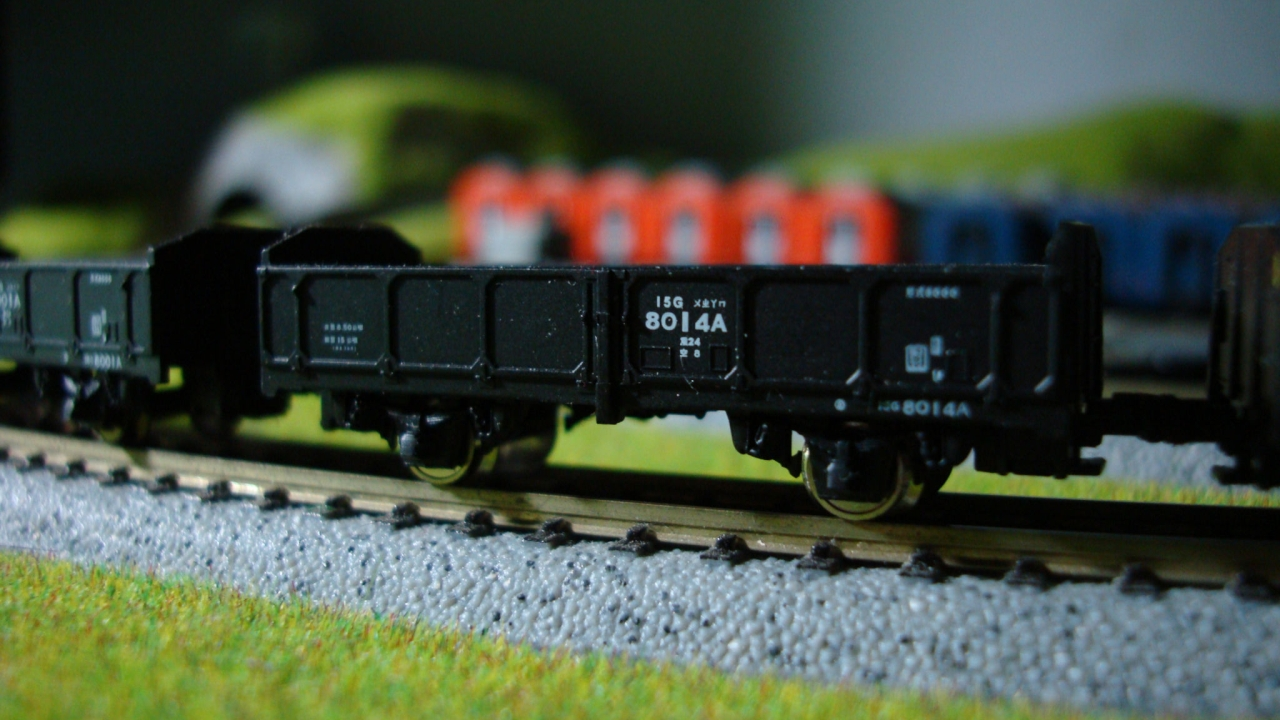
15G8000型無蓋貨車